# Erythrolamprus reginae
Erythrolamprus reginae es una especie de serpiente de la familia Colubridae. Se distribuye por la mayor parte del norte y centro de Sudamérica, hasta el norte de Argentina, también se encuentra en Trinidad y Tobago. Se alimenta principalmente de ranas, huevos de ranas, renacuajos, peces, aves pequeñas y lagartos.[cita requerida]

## Subespecies
Se distinguen las siguientes subespecies:
- E. r. macrosoma (Amaral 1936)
- E. r. reginae (Linnaeus 1758)
- E. r. semilineatus (Wagler 1824)
- E. r. zweifeli (Roze 1959)